# Дэндэвийн Тэрбишдагва
Дэндэвийн Тэрбишдагва (монг. Дэндэвийн Тэрбишдагва: 1955, сомон Эрдэнэмандал, аймака Архангай, Монголия) — монгольский политический и государственный деятель, исполнявший обязанности премьер-министра Монголии с 5 октября 2014 по 21 ноября 2014 года. Министр продовольствия и сельского хозяйства Монголии (2004—2007), депутат Великого государственного хурала Монголии (2004—2008, 2008—2016), дипломат.

## Биография
В 1975-1977 годах прошёл подготовительные курсы немецкого языка в институте Гердера в Лейпциге.
В 1977-1982 годах  изучал пищевую инженерию и технологию в Берлинском университете. В 1991-1992 годах продолжил учёбу технологии  и экономике, менеджмента и делового администрирования в том же университете.
В 1982-1988 годах работал на разных должностях мясоконсервной промышленнойти. Был мастером цеха, технологом, главным технологом, директором перерабатывающего завода, мясоконсервного комбината в Улан-Баторе.
В 2000-2002 годах — заместитель министра продовольствия и сельского хозяйства Монголии.
В 2002-2004 годах — Чрезвычайный и Полномочный Посол Монголии в Германии.
В 2004-2008 годах —  депутат Великого государственного хурала Монголии.
В 2004–2007 годах — член кабинета министров , министр продовольствия и сельского хозяйства Монголии.
В 2012-2014 годах — заместитель премьер-министра Монголии.
В 2012-2016 годах — заместитель председателя Монгольской народной партии, в 2016-2017 годах — член ЦК МНП.
Исполняющий обязанности премьер-министра Монголии с 5 октября 2014 г. по 21 ноября 2014 г.
В 2016-2018 годах — председатель Постоянной экономической комиссии Великого государственного хурала Монголии.
С 2004 по 2020 год — председатель и заместитель председателя монголо-германской парламентской группы в хурале.

## Награды
- Орден Полярной звезды (Монголия) (2006)
- орден Трудового Красного Знамени (Монголия) (2009)
- Медаль к 80-летию Народной революции  (2001)
- Почётная медаль к 800-летию образования Великой Монголии (2006)